# Boeing F-15EX Eagle II
O Boeing F-15EX Eagle II é um caça de ataque multifuncional americano derivado do McDonnell Douglas F-15E Strike Eagle.

## Desenvolvimento
Em 2018, a Força Aérea dos Estados Unidos (USAF) e a Boeing discutiram o F-15X ou Advanced F-15 , uma variante proposta de assento único baseada no F-15QA para substituir os F-15C/Ds da USAF. As melhorias incluíram o rack de armas AMBER para transportar até 22 mísseis ar-ar , busca e rastreamento infravermelho , aviônicos avançados e equipamentos de guerra eletrônica , radar AESA e estrutura revisada com uma vida útil de 20.000 horas. Variantes de um e dois lugares foram propostas, chamadas F-15CX e F-15EX respectivamente, com capacidades idênticas. A USAF optou pela variante de dois lugares, que pode ser pilotada por um único piloto ou por um piloto e WSO para missões complexas e, algum dia, controlar aeronaves de combate colaborativas . Uma razão para essa decisão é que apenas os modelos F-15 de dois lugares permaneceram em produção. 
A USAF comprou o F-15EX para manter o tamanho da frota quando a produção do F-22 terminou, o F-35 foi adiado e seus F-15Cs envelheceram. Embora não se espere que sobreviva contra defesas aéreas modernas até 2028, o F-15EX pode realizar defesa de base aérea e nacional, impor zonas de exclusão aérea contra defesas aéreas limitadas e implantar munições de impasse.  Em julho de 2020, o Departamento de Defesa dos EUA encomendou oito F-15EXs em três anos por US$ 1,2 bilhão.  Em agosto de 2020, a USAF anunciou planos para substituir os F-15Cs das unidades da Guarda Aérea Nacional na Flórida e no Oregon por F-15EXs.  O F-15EX fez seu voo inaugural em 2 de fevereiro de 2021. O primeiro F-15EX foi entregue à USAF em março de 2021 e voou para a Base Aérea de Eglin, na Flórida , para testes adicionais. 
Em 7 de abril de 2021, seu nome oficial Eagle II foi anunciado.  O projeto de lei de dotações de defesa do ano fiscal de 2021 financiou a aquisição do F-15EX em US$ 1,23 bilhão para 12 aeronaves, elevando o total de pedidos para 20 aeronaves.  Em maio de 2022, a USAF encomendou 144 F-15EXs. Ele propôs reduzir seus pedidos para 80.  Os primeiros F-15EXs operacionais não devem receber tanques de combustível conformes.  O orçamento proposto pela Força Aérea para o ano fiscal de 2024 inclui fundos para comprar mais 24 F-15EXs,  o que elevaria a frota planejada para 104 aeronaves.  Em 18 de abril de 2023, a USAF anunciou que as Guardas Aéreas Nacionais da Califórnia e da Louisiana substituiriam suas frotas de F-15C/D pelo F-15EX. 

## Variantes
F-15IA
O F-15IA (Israel Advanced) é uma variante da Força Aérea de Israel baseada no F-15EX.  As Forças de Defesa de Israel aprovaram o plano para adquirir 25 F-15IA novos e atualizar 25 F-15Is para o padrão F-15IA em fevereiro de 2020. 
F-15ID
O F-15ID é uma proposta de versão de exportação do F-15EX para a Força Aérea da Indonésia .  Em fevereiro de 2022, o Departamento de Estado dos EUA aprovou a venda de até 36 F-15IDs e equipamentos relacionados para a Indonésia no valor de cerca de US$ 13,9 bilhões.

## Operadores
- Estados Unidos

 Força Aérea dos Estados Unidos - 2 de 104 planejados

## Especificações

### Características Gerais
- Tripulação : 2 (piloto e oficial de sistemas de armas )
- Comprimento : 63 pés 9,6 pol. (19,446 m)
- Envergadura : 42 pés 9,6 pol. (13,045 m)
- Altura : 18 pés 6 pol. (5,64 m)
- Área da asa : 608 pés quadrados (56,5 m2)
- Aerofólio: raiz : NACA 64A006.6; ponta: NACA 64A203
- Peso vazio : 31.700 lb (14.379 kg)
- Peso máximo de decolagem : 81.000 lb (36.741 kg)
- Powerplant : 2 × GE-F110-129 turbofan de pós-combustão , 17.155 lbf (76,3 kN) empuxo cada seco, 29.500 lbf (131,2 kN) com pós-combustor

### Performance
- Velocidade máxima : (1.650 mph, 2.656 km/h)/Mach >2,5 em grandes altitudes
- Alcance de combate : 687 milhas náuticas (791 mi, 1.272 km)
- Alcance da balsa : 2.600 milhas náuticas (2.992 mi, 4.815,15 km) com tanques de combustível conformes e três tanques de combustível externos
- Teto de serviço : 60.000 pés (18.000 m)
- Limites G : +9
- Taxa de subida : 50.000 pés/min (250 m/s) +
- Impulso/peso : 0,93

### Armamento
- Canhões : 1 × 20 mm (0,787 pol.) Canhão Gatling M61 Vulcan de 6 canos , com 500 cartuchos de munição
- Hardpoints : 4 pilones de asa com 23 hardpoints totais, pilones de fuselagem, porta-bombas em CFTs com capacidade de 29.500 lb (13.380,97 kg) de combustível externo e artilharia
- Mísseis :
  - Mísseis ar-ar :
    - 12 × AIM-9 Sidewinder
    - 12× AIM-120 AMRAAM
    - 12× AIM-260 JATM (para ser integrado)

### Aviônicos
- Radar :
  - Radar Raytheon AN/APG-82(V)1 AESA
- Grupos de segmentação :
  - LANTIRN ou Sniper
- Pesquisa e rastreamento por infravermelho :
  - Lockheed Martin Legion Pod
- Contramedidas:
  - BAE Systems AN/ALQ-250 Eagle Passive Active Warning Survivability System (EPAWSS) - guerra eletrônica combinada / pod de contramedidas eletrônicas.